# Cryphia plumbina
Cryphia plumbina là một loài bướm đêm trong họ Noctuidae.